# ДТ-20 (трактор)
ДТ-20 — колісний трактор, що вироблявся Харківським тракторним заводом. Виробництво проводилось з 1946 по 1969 рік.
Всього було випущено 248 400 тракторів.
Трактор був подальшим розвитком конструкції трактора ДТ-14Б. Потужність дизельного двигуна Д-20 становила 18 к. с. У порівнянні з попередником у трактора були збільшені щитки коліс і змінені стійки тенту, передбачена педаль для одночасного включення обох гальм, змінені конструкції картера головної передачі і число зубів шестерень бортових передач.
Трактор призначався для роботи в овочівництві та садівництві з причіпними і навісними сільськогосподарськими знаряддями, на транспортуванні та різних допоміжних роботах, а також для приводу стаціонарних машин.
З трактором агрегатувався льонопідбірник-молотарка ЛМН-1.
На заміну ДТ-20 прийшов трактор Т-25.